# Quetzalli Alvarado
Quetzalli Alvarado Godínez (Ciudad de México, México, 12 de junio de 1975) es una árbitro de fútbol mexicana. Es internacional desde 2004, su primer partido internacional fue el 8 de julio de 2004 entre las selecciones de México y Australia. Es una de las 14 árbitros internacionales de México
Alvarado ha arbitrado partidos de la Copa Mundial Femenina de Fútbol Sub-17 de 2008, en Nueva Zelanda, Copa Mundial Femenina de Fútbol Sub-17 de 2010, en Trinidad y Tobago, la Copa Mundial Femenina de Fútbol Sub-20 de 2010 en Alemania, la Copa Mundial Femenina de Fútbol de 2011 en Alemania, los Juegos Olímpicos de 2012, en Londres, Gran Bretaña, la Copa Mundial Femenina de Fútbol Sub-17 de 2012 en Azerbaiyán, la Copa Mundial Femenina de Fútbol Sub-20 de 2014 y la Copa Mundial Femenina de Fútbol de 2015, ambas en Canadá.